# Arthur Schneider (Archäologe)
Arthur Schneider (* 2. Februar  1861 in Leipzig; † 25. August 1905 in Steinach, Tirol) war ein deutscher Klassischer Archäologe.

## Leben und Wirken
Nach dem Besuch der Nikolaischule in Leipzig studierte Schneider von 1881 bis 1886 Kunstgeschichte und Klassische Archäologie in München, Berlin und Leipzig. 1885 wurde er an der Universität Leipzig bei Johannes Overbeck mit der Arbeit Der troische Sagenkreis in der ältesten griechischen Kunst promoviert. 1887–1888 erhielt er das Reisestipendium des Deutschen Archäologischen Instituts. In Leipzig wurde er auch 1890 mit der Arbeit Prolegomena zu einer neuen Galerie heroischer Bildwerke habilitiert.
Bis 1896 war er Privatdozent für Klassische Archäologie, von 1896 bis 1905 außerordentlicher Professor für Klassische Archäologie und Topographie an der Universität Leipzig.

## Schriften (Auswahl)
- Der troische Sagenkreis in der ältesten griechischen Kunst. Leipzig 1886.
- Prolegomena zu einer neuen Galerie heroischer Bildwerke. Leipzig 1890.
- Andokides. In: Jahrbuch des Kaiserlich Deutschen Archäologischen Instituts 4, 1889, S. 195–207.
- Zum Hermes des Praxiteles. In: Festschrift für Johannes Overbeck. Aufsätze seiner Schüler zur Feier seines 40 Jährigen Professoren-Jubiläums dargebracht. Leipzig 1893, S. 85–95 (Digitalisat).
- Das alte Rom. Entwickelung seines Grundrisses und Geschichte seiner Bauten auf 12 Karten und 14 Tafeln dargestellt und mit einem Plane der heutigen Stadt sowie einer stadtgeschichtlichen Einleitung. Leipzig 1896.
- Zur Topographie südtiroler Burgen. Eine vorbereitende Studie zum Vergleiche südtiroler Burgen mit antiken Siedelungsformen des Südens. Dieterich, Leipzig 1902